# Oupeye

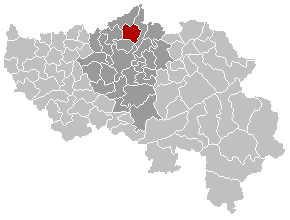
Oupeyes läge inom provinsen Liège

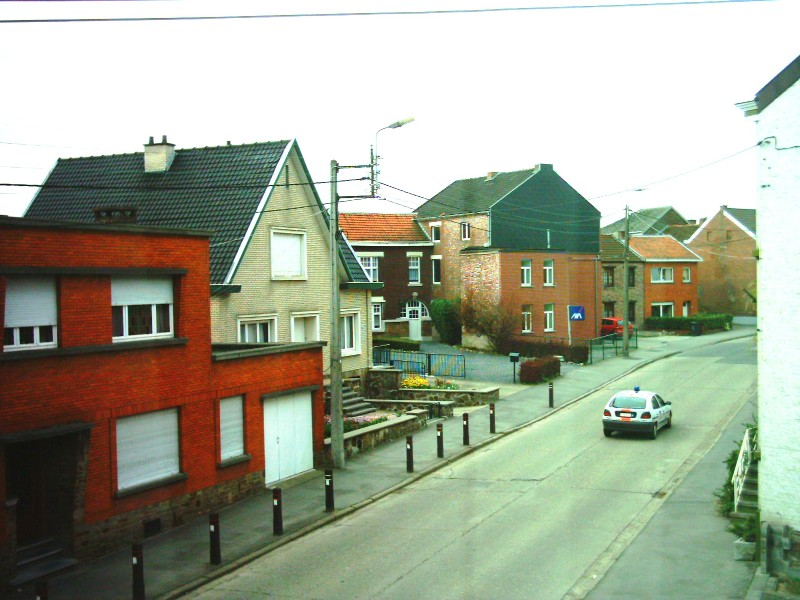
Houtain-saint-sieom i Oupeye

Oupeye är en kommun i provinsen Liège i regionen Vallonien i Belgien. Oupeye hade 23 669 invånare per 1 januari 2008.